# Cristiana Collu
Cristiana Collu (Cagliari, 1969) è una storica dell'arte, manager e docente italiana, dal 2024 Direttrice della Fondazione Querini Stampalia di Venezia.

## Studi
Nel 1993 consegue la laurea magistrale in arte e letteratura presso la Facoltà di Lettere dell’Università degli Studi di Cagliari con una tesi in arte alto medievale. Prosegue il percorso di studi in Spagna, prima a Burgos (1993-1994) e poi a Madrid dove, tra il 1995 e il 1996, grazie a una borsa di studio per il Dottorato di ricerca in Storia dell'arte medievale all’Università Complutense, si specializza anche in studi museali con un Master in Museologia, uno in Museografia e un terzo in Design e allestimento mostre. Nel 2021 consegue all’Università Complutense di Madrid un Dottorato in Storia dell'arte contemporanea con una tesi dal titolo: Por una museologia desquiziada (Per una museologia out of joint).

## MAN - Museo d'arte della provincia di Nuoro
Nel 1996, dopo una prima esperienza a Sydney, vince il concorso per la direzione del MAN Museo d'arte della provincia di Nuoro diventando a soli 27 anni la più giovane Direttrice di museo in Italia. A Nuoro presso il MAN dirige la ristrutturazione, il restauro dell’edificio e l’allestimento della nuova collezione che completa in soli due anni, e il museo apre per la prima volta nel 1999 con la mostra su Eduardo Chillida, La memoria e la mano.
Tra le principali mostre curate o ideate si ricordano: Padiglione Sardegna, Biennale Venezia (2011), Something Else (2009), Confini. Boundaries (2006), DNA: Dal novecento ad oggi (2005), Catastrofi minime (2003), Pay Attention, Please (2001), Miró. Orizzonte Lirico (2001), La Collezione del MAN (1999). Questa direzione le vale il premio del Ministero dei Beni Culturali per aver reso il MAN un "luogo di eccellenza nel panorama museale italiano" e il Premio ABO come miglior giovane direttrice di museo.

## MART - Museo d'arte moderna e contemporanea di Trento e Rovereto
L’esperienza nuorese termina nel 2012 quando ottiene la direzione del MART Museo d'arte moderna e contemporanea di Trento e Rovereto dove presenta un nuovo e innovativo allestimento della collezione esponendo al pubblico circa 300 opere in una organizzazione diacronica. A Trento e Rovereto, dove rimane alla direzione fino al 2015, dirige la ristrutturazione e la riapertura della Galleria Civica di Trento, una delle due sedi del MART, e finalizza oltre 500 nuove acquisizioni organizzano oltre 30 mostre. Tra le principali mostre curate o ideate si ricordano: La guerra che verrà non è la prima. Grande guerra 1914 - 2014 (2014), L’altro ritratto – Antonello da Messina (2013), La Magnifica Ossessione (2012). Questa direzione le vale il Premio Artribune come miglior direttrice di museo in Italia.

## Galleria Nazionale d'Arte Moderna e Contemporanea
Dopo un breve passaggio alla direzione dell’Istituto superiore regionale etnografico (ISRE di Nuoro), nel novembre 2015, attraverso la selezione internazionale del Ministero dei Beni e delle Attività Culturali e del Turismo diventa Direttrice della Galleria Nazionale d'Arte Moderna e Contemporanea di Roma dove ha avviato e portato a termine un ampio processo di trasformazione, riorganizzazione, gestione del museo e degli spazi espositivi. Anche questa direzione, come nel caso del MART, le vale il Premio Artribune come miglior direttrice di museo in Italia.

### Time is Out of Joint
In termini di allestimento museale avvia una profonda reinterpretazione della collezione del museo con l'innovativa mostra Time is Out of Joint (2016) che, citando i versi dell'Amleto di William Shakespeare, indaga la nozione di tempo nella sua fluidità, non linearità, e stratificazione; la mostra in un solo anno raddoppia il numero di visitatori del museo rispetto alla gestione precedente. In otto anni di mandato organizza 90 mostre temporanee, espone oltre 2000 opere della collezione e 3500 documenti degli archivi, finalizza le acquisizioni di oltre 500 opere, 39 archivi e 6000 libri fotografici, e promuove un rebranding totale del museo abbandonando il vecchio acronimo GNAM in favore di una nuova identità visiva e strategia di comunicazione. Tra le principali mostre curate o ideate si ricordano: Picasso metamorfico (2023), Panorama XIX (2023); 100 Years of Modern Art (2022), HOT SPOT. Caring For a Burning World (2022), The Infinite Universe of Wuji – Masterpieces (2022), Io dico io – I Say I (2021), A distanza ravvicinata (2020), Joint is Out of Time (2019), Ragione e sentimento (2018), Time is Out of Joint (2016), The Lasting: l’intervallo e la durata (2016).

### Architettura
In termini architettonici avvia un processo di trasformazione, riorganizzazione e riallestimento del palazzo storico costruito da Cesare Bazzani con una riqualificazione architettonica funzionale all’ampliamento della Galleria Nazionale originariamente progettato da Luigi Cosenza.

### Sostenibilità
In termini di sostenibilità ambientale, dal 2015 inizia un piano di ottimizzazione delle risorse museali con un programma di 8 anni mirato al miglioramento dell’efficienza energetica e decarbonizzazione dell’edificio. La Galleria Nazionale diventa il primo museo in Europa a ottenere la certificazione ISO 50001 azzerando completamente la riduzione di emissioni climalteranti.

### Femminismo
Una particolare attenzione durante tutta la sua attività è dedicata all’organizzazione di mostre personali di artiste e progetti speciali dedicati al femminismo. Tra questi si ricordano in particolare il progetto Women Up con otto anni di approfondimenti sul femminismo tra mostre, festival, eventi, acquisizioni, open-call (2015 – ancora in corso), la digitalizzazione e la pubblicazione dell’intero Archivio Carla Lonzi e il festival Women Out of Joint. Il femminismo è la mia festa (2018).
Nel 2021 diviene, per un breve periodo, Direttrice ad interim della Galleria Borghese a Roma.

## Insegnamento e altre attività
Ha insegnato e insegna Museologia e Storia dell'arte presso l’Università La Sapienza di Roma (2006-2007), l’Università di Sassari (2007-2011), l’Università di Cagliari (2007-2012), l’Università di Trento (2013-2014) e la LUISS Business School (2022-oggi). È co-fondatrice e membro permanente della Fondazione Scuola Alta Formazione Donne di Governo e partecipa in veste di membro ad importanti commissioni, giurie e comitati scientifici come, ad esempio, la Giuria Internazionale della 58ª Biennale Arte di Venezia (2019), la Commissione Bacchelli (Presidenza del Consiglio dei Ministri, dal 2022), il Simposio internazionale di scultura Tuwaiq e il Riyadh Art | Expert Panel, Royal Commission (Riyadh, Arabia Saudita, dal 2019), la Quadriennale di Roma (2018), il Premio TERNA (2009-2014) e altri.